# Коркут, Тайфун
Тайфун Коркут (нем. и тур. Tayfun Korkut; род. 2 апреля 1974, Штутгарт) — турецкий и немецкий футболист и футбольный тренер. Играл на позициях центрального и правого полузащитника.
На профессиональном уровне Коркут выступал за немецкий «Штутгартер Киккерс», турецкие «Фенербахче», «Бешикташ» и «Генчлербирлиги», испанские «Реал Сосьедад» и «Эспаньол».
В составе национальной сборной Турции провёл 42 матча и забил 1 гол, участвовал в чемпионатах Европы 1996 и 2000 годов.
После завершения карьеры игрока в 2006 году Коркут работал в молодёжных командах «Реал Сосьедада», «Хоффенхайма» и «Штутгарта», был помощником Абдуллы Авчи в сборной Турции, позднее в качестве главного тренера работал с немецкими клубам «Ганновер 96», «Кайзерслаутерн» и «Байер 04».

## Клубная карьера
Тайфун Коркут родился в немецком Штутгарте, но имеет турецкое происхождение. Свою футбольную карьеру начинал в местном клубе «Штутгартер Киккерс», который выступал в региональной лиге «Юг», третьем по значимости футбольном дивизионе Германии. В 1995 году Коркут перешёл в турецкий «Фенербахче», где сразу же стал игроком основного состава и вскоре проявил себя одним из сильнейших полузащитников Турции. За пять лет, проведённых в «Фенербахче», Коркут сыграл более 150 матчей, а в 1996 году стал чемпионом Турции.
В 2000 году Коркут переехал в Испанию, став игроком клуба «Реал Сосьедад». После трёх сезонов в этом клубе он перешёл в «Эспаньол», где провёл ещё один год. Коркут вернулся в Турцию в 2004 году и по одному сезону выступал за клубы «Бешикташ» и «Генчлербирлиги». В 2006 году он в 32 года завершил карьеру игрока, вскоре перейдя на тренерскую работу.

## Выступления за сборную
В 1995 году Коркут впервые был приглашён в молодёжную сборную Турции. В период с августа по октябрь он принял участие в трёх матчах и отличился забитым голом. Уже 15 ноября 1995 года он вышел в стартовом составе национальной сборной Турции в матче отборочного турнира к чемпионату Европы против сборной Швеции. Вместе с турецкой сборной принимал участие в чемпионатах Европы 1996 и 2000 годов, но пропустил успешный для сборной чемпионат мира 2002 года. Выступления за национальную сборную Коркут завершил в 2004 году, сыграв за неё 42 матча, в которых забил один гол.

## Тренерская карьера
В 2007 году, вскоре после завершения карьеры игрока, Коркут получил место тренера в юношеской команде испанского клуба «Реал Сосьедад», с которой проработал год. В 2010 году вернулся в Германию, где работал с молодёжными составами клубов «Хоффенхайм», «Штутгарт». С 2012 по 2013 годы Коркут был ассистентом Абдуллы Авчи в национальной сборной Турции.
31 декабря 2013 года 39-летний Коркут был назначен новым главным тренером клуба «Ганновер 96». На этом посту он сменил Мирко Сломку, уволенного за неудовлетворительные результаты. Контракт с Коркутом, который стал вторым тренером турецкого происхождения в истории Бундеслиги, был рассчитан до 30 июня 2016 года. Через год после назначения появилась информация о намерении руководства клуба предложить тренеру новое соглашение о продлении контракта. Команда на тот момент шла на восьмом месте, однако затем последовала безвыигрышная серия из 13 матчей, итогом которой 20 апреля 2015 года стало увольнение Коркута из «Ганновера». После 29 туров команда занимала лишь 15-е место в турнирной таблице, имея в активе 29 очков.
6 марта 2017 года Коркут был назначен на пост главного тренера леверкузенского «Байера», заключив контракт до конца сезона. Под его руководством клуб одержал лишь две победы в 12 матчах, выбыл из Лиги чемпионов, а в Бундеслиге занял 12-е место. После окончания сезона руководство «Байера» не стало продлевать контракт с Коркутом.
29 января 2018 года Коркут был назначен главным тренером клуба «Штутгарт», который на тот момент занимал 14-е место в турнирной таблице. Контракт со специалистом был подписан до лета 2019 года. После того как Коркут сумел занять со «Штутгартом» 7-е место в Бундеслиге, руководство клуба продлило с ним соглашение до 2020 года.